# 803

803(팔백삼)은 802보다 크고 804보다 작은 자연수다.

## 수학
- 합성수로, 그 약수는 1, 11, 73, 803이다. 진약수의 합은 85이므로, 803은 부족수다.
  - 244번째 반소수다. 앞의 반소수는 802, 다음 반소수는 807이다.
- {\displaystyle 803=263+269+271}
  - 연속하는 세 소수(素數)의 합으로 나타낼 수 있으며, 이 성질을 지닌 앞의 수는 789, 다음 수는 817이다.
- {\displaystyle 803=71+73+79+83+89+97+101+103+107}
  - 연속하는 소수(素數) 9개의 합으로 나타낼 수 있으며, 이 성질을 지닌 앞의 수는 763, 다음 수는 841이다.
- {\displaystyle 803=7^{2}+15^{2}+23^{2}}
  - 공차가 8인 세 자연수의 제곱합으로 나타낼 수 있는 수다. 이 성질을 지닌 앞의 수는 716, 다음 수는 896이다.
- {\displaystyle 10^{8}-1}은 803으로 나누어떨어진다.

## 과학
- NGC 803(영어판): 양자리 방향에 있는 나선은하.

## 교통
- 고속도로
  - 유럽 고속도로 803호선(영어판): 스페인 살라망카에서 세비야까지 이어지는 유럽 고속도로.
- 기타 도로
  - 803번 지방도: 전라남도 진도군 임회면에서 해남군 화원면까지 이어지는 대한민국의 지방도.
  - 현도 제803호선

## 군사
- 803 해군 항공대(영어판): 과거 존재한 영국의 해군 항공대.
- U-803(영어판): 제2차 세계 대전에 사용된 나치 독일의 군용 잠수함.

## 문화유산
- 대한민국의 보물 제803호: 고창 선운사 참당암 대웅전

## 기타
- 날짜: 8월 3일
- 연도: 803년, 기원전 803년